# Италия на летних Олимпийских играх 1952
Италия была представлена на летних Олимпийских играх 1952 года 231 спортсменами (208 мужчин, 23 женщины), выступившими в состязаниях по 19 видам спорта. Итальянская сборная завоевала 21 медаль (8 золотых, 9 серебряных и 4 бронзовых), что вывело её на 5 место в неофициальном командном зачёте.

## Медалисты
| Медаль  | Спортсмен | Вид спорта      | Дисциплина                             |
| ------- | --- | --------------- | -------------------------------------- |
| Золото  | Пино Дордони | Лёгкая атлетика | Мужчины, ходьба 50 км                  |
| Золото  | Аурельяно Болоньези | Бокс            | Мужчины, до 60 кг                      |
| Золото  | Энцо Сакки | Велоспорт       | Мужчины, спринт                        |
| Золото  | Марино Мореттини Лорис Кампана Мино де Росси Гвидо Мессина | Велоспорт       | Мужчины, командная гонка преследования |
| Золото  | Эдоардо Манджаротти | Фехтование      | Мужчины, шпага, личное первенство      |
| Золото  | Роберто Батталья Карло Павези Франко Бертинетти Джузеппе Дельфино Дарио Манджаротти Эдоардо Манджаротти                                                                         | Фехтование      | Мужчины, шпага, командное первенство   |
| Золото  | Ирене Камбер | Фехтование      | Женщины, рапира, личное первенство     |
| Золото  | Агостино Страулино Николо Роде | Парусный спорт  | Класс «Звёздный»                       |
| Серебро | Адольфо Конзолини | Лёгкая атлетика | Мужчины, метание диска                 |
| Серебро | Серджо Капрари | Бокс            | Мужчины, до 57 кг                      |
| Серебро | Дино Бруни Джанни Гидини Винченцо Дзукконелли | Велоспорт       | Мужчины, командная гонка по шоссе      |
| Серебро | Дарио Манджаротти | Фехтование      | Мужчины, шпага, личное первенство      |
| Серебро | Эдоардо Манджаротти | Фехтование      | Мужчины, рапира, личное первенство     |
| Серебро | Джанкарло Бергамини Антонио Спаллино Манлио Ди Роза Джорджо Пеллини Эдоардо Манджаротти Ренцо Ностини                                                                           | Фехтование      | Мужчины, рапира, командное первенство  |
| Серебро | Джорджо Пеллини Винченцо Пинтон Ренцо Ностини Мауро Ракка Гастоне Даре Роберто Феррари                                                                                          | Фехтование      | Мужчины, сабля, командное первенство   |
| Серебро | Игнацио Фабра | Борьба          | Мужчины, греко-римский стиль, до 52 кг |
| Бронза  | Бруно Визинтин | Бокс            | Мужчины, до 63,5 кг                    |
| Бронза  | Джильдо Арена Лучио Чеккарини Ренато Де Санцуане Рафаэлло Гамбино Сальваторе Джонта Маурицио Маннелли Джеминио Оньио Карло Перетти Винченцо Полито Чезаре Рубини Ренато Трайола | Водное поло     | Мужчины                                |
| Бронза  | Антонио Маспес Чезаре Пинарелло | Велоспорт       | Мужчины, тандем                        |
| Бронза  | Манлио Ди Роза | Фехтование      | Мужчины, рапира, личное первенство     |

## Результаты соревнований

### Академическая гребля
Соревнования в академической гребле на Играх 1952 года проходили с 20 по 23 июля. В следующий раунд из каждого заезда проходили несколько лучших экипажей (в зависимости от дисциплины). Впервые с 1928 года для проигравших в полуфинале спортсменов был введён ещё один отборочный заезд. В финал A выходили 5 сильнейших экипажей.
Мужчины
| Соревнование | Спортсмены                  | Предварительный заезд | Предварительный заезд | Предварительный заезд | 1-й отборочный заезд | 1-й отборочный заезд | 1-й отборочный заезд | Полуфинал             | Полуфинал             | Полуфинал             | 2-й отборочный заезд  | 2-й отборочный заезд  | 2-й отборочный заезд  | Финал                 | Финал                 |
| Соревнование | Спортсмены                  | Заезд                 | Время                 | Место                 | Заезд                | Время                | Место                | Заезд                 | Время                 | Место                 | Заезд                 | Время                 | Место                 | Время                 | Место                 |
| ------------ | --------------------------- | --------------------- | --------------------- | --------------------- | -------------------- | -------------------- | -------------------- | --------------------- | --------------------- | --------------------- | --------------------- | --------------------- | --------------------- | --------------------- | --------------------- |
| одиночки     | Уго Пиффери                 | 3                     | 8:09,0                | 3                     | 3                    | 7:47,5               | 2                    | завершил выступление  | завершил выступление  | завершил выступление  | завершил выступление  | завершил выступление  | завершил выступление  | завершил выступление  | завершил выступление  |
| двойки       | Бруно Гамба Антонио Саверио | 2                     | 9:21,2                | 3                     | 1                    | 7:43,4               | 3                    | завершили выступление | завершили выступление | завершили выступление | завершили выступление | завершили выступление | завершили выступление | завершили выступление | завершили выступление |

### Парусный спорт
Итоговый результат рассчитывался без учёта худшей гонки.
| Класс                | Спортсмены                               | Гонка | Гонка | Гонка | Гонка | Гонка | Гонка | Гонка | Гонка | Гонка | Гонка | Гонка | Гонка | Гонка | Гонка | Очки | Место |
| Класс                | Спортсмены                               | 1     | 1     | 2     | 2     | 3     | 3     | 4     | 4     | 5     | 5     | 6     | 6     | 7     | 7     | Очки | Место |
| Класс                | Спортсмены                               | Место | Очки  | Место | Очки  | Место | Очки  | Место | Очки  | Место | Очки  | Место | Очки  | Место | Очки  | Очки | Место |
| -------------------- | ---------------------------------------- | ----- | ----- | ----- | ----- | ----- | ----- | ----- | ----- | ----- | ----- | ----- | ----- | ----- | ----- | ---- | ----- |
| 5,5-метровый R-класс | Дарио Салата Эгоне Якин Джорджио Аудицио | 9     | 351   | 6     | 527   | 9     | 351   | 4     | 703   | 13    | 191   | 12    | 226   | 7     | 460   | 2618 | 10    |